# Námnetes
Los námnetes (en latín, Namnetes) fueron un pueblo galo que vivía al norte del Líger hasta el mar; el río los separaba de los pictones (Pictones) o pictavos (Pictavi). Tenían como vecinos a numerosos pueblos galos. Los andes al este, los pictones de los ambiliatos sobre la orilla sur del Líger, y al final el pueblo de los vénetos al oeste y los redones al norte. Durante la dominación romana, tenían como capital Condevicnum, ciudad establecida en la confluencia entre el Líger y el Erdre. En el siglo III la ciudad se convirtió en Portus Namnetum, después Nantes en la Edad Media.
Cuando Julio César hizo la guerra a los vénetos, estos llamaron en su ayuda a los osismos, los námnetes y otros.